# Kristofer Kokerel
Ser Kristofer Sidni Kokerel CBE RDI FRS (4. jun 1910 – 1. jun 1999) bio je engleski inženjer, koji je najbolje poznat kao izumitelj lebdelice.

## Rani životi i obrazovanje
Kokerel je rođen u Kembridžu, gde je njegov otac, ser Sidni Kokerel bio kustos muzeja Ficvilijam, a prethodno je bio sekretar Vilijam Morisa. Njegova majka bila je ilustratorka i dizajnerka Florens Kingsford Kokerel. Kristofer je pohađao pripremnu školu Sent Fajts. Kristofer se školovao u Grešam školi u Holtu u Norfoku. On je diplomirao u Peterhousu u Kembridžu na mašinskom odseku, pod nadzorom Vilijam Dobson Vomerslija. Kasnije se vratio u Kembridž da studira radio i elektroniku.

## Rana karijera
Karijeru je započeo radeći za preduzeće V. H. Alen & Sans iz Bedforda. Po povratku sa Univerziteta u Kembridžu, gde je 1934. godine otišao da studira radio i elektroniku, zaposlio se u Radio istraživačkoj kompaniji. Godine 1935. našao je posao u kompaniji Markoni, i ubrzo se oženio sa Margaret Elinor Belšam (4. septembar 1913 - septembar 1996).. Oni su živeli u Gaj Boversovoj kući u Danberiju u Eseksu od 1940. do 1951. Za vreme svog boravka u Čelmsfordu, on je vodio istraživački tim u čuvenoj Markonijevoj baraci u Vritlu i radio na mnogim sistemima, uključujući radar. Nakon rata, doprineo je razvoju nekoliko veoma sofisticiranih komponenti opreme, uključujući tehnologiju radio-lokacije, i prvu opremu koju je BBC koristio u Aleksandrovoj palati.

## Lebdelica
Nakon što je napustio kompaniju Markoni, on je kupio Riplkraft Ltd., malu kompaniju Norfolk za iznajmljivanje čamaca i karavana, sa zaostavštinom koju je ostavio njegov svekar. Firma je imala mali prihod i Kokerel je počeo da razmišlja kako da učini plovila bržim. On je bio inspirisan ranijim radom kompanije Tornikroft, gde je mali brod bio delimično podnut iz vode malim motorom.
Kokerelov najveći pronalazak, lebdelica, proizašla je iz ovog rada. On je došao na idelu da ako se celokupan brod podigne iz vode, brod efektivno ne bi imao otpor. To bi, pretpostavljao je, pružilo plovilu sposobnost da postigne mnogo veću maksimalnu brzinu nego što su to mogli ostvariti tadašnji čamci.
Kokerelova teorija je bila da umesto da samo pumpa vazduh ispod plovila, kao što je Tornikroft činio, vazduh treba usmeriti tako da formira uski mlaz oko oboda lebdelice, pokretni vazduh bi formirao impulsnu zavesu, zid pokretnog vazduha koji bi ograničio količinu vazduha koja bi iscurila. To je značilo da isti jastuk vazduha visokog pritiska može održavati i mnogo manji motor; i po prvi put je postalo moguće da se brod potpuno podigne iz vode. Kokerel je svoje dizajne testirao u selu Somerlejton u Safolku.
Svoje teorije isprobao je pomoću usisivača i dve limenke. Utvrđeno je da njegova hipoteza ima potencijal, ali su bile potrebne godine da se razvije, te je bio primoran da proda lični imetak da bi finansirao svoje istraživanje. Do 1955. godine on je napravio radni model od balznog drveta i podneo svoj prvi patent za lebdelicu, br. GB 854211. Kokerel je ustanovio da je nemoguće zainteresovati privatni sektor za razvoj njegove ideje, jer su avionska i brodograditeljska industrija obe smatrale da je to izvan njihove osnovne delatnosti.
Stoga se obratio britanskoj vladi kako bi ih zainteresirao za moguće odbrambene primene. Čelnici odbrambenih grupa nisu bili zainteresovani da obezbede finansiranje i stavili su ideju lebdelice na vladin tajni spisak. Budući da se idaja našla na tajnoj listi, to je sprečilo Kokerela u objavljivanju svog dizajna.
Kokerel je primio počasni doktorat od Heriot-Vatovog univerziteta in 1971.

## Literatura
- Parkinson, Justin (2015-11-09). „What happened to passenger hovercraft?”. UK: BBC. Приступљено 2021-01-30.
- Noble, Will (13. 8. 2021). „The hovercraft that kept on going”. CNN Travel.
- Hovercraft Definition and Meaning, collinsdictionary.com, Приступљено 2019-07-02
- Tsiolkovskii, Konstantin, Friction and resistance of air (на језику: руски), personal archive published by the Russian Academy of Sciences (in author's own handwriting), стр. 55 and 56
- „Russia and the Ground-effect Vehicle”. Flight International. 1962-04-05. Архивирано из оригинала 2015-10-05. г. Приступљено 2015-10-05.
- „Cars that Fly”. Modern Mechanix. октобар 1959. стр. 92—95. Архивирано из оригинала 2016-01-29. г.
- „TamPub” (PDF). uta.fi. Архивирано (PDF) из оригинала 2012-03-26. г. Приступљено 2010-01-22.
- „Судно на воздушной подушке” [Hovercraft] (на језику: руски). Great Soviet Encyclopedia. Архивирано из оригинала 2011-08-14. г. Приступљено 2013-05-06.
- Inventor of the week: Christopher Cockerell, MIT, август 2007, Архивирано из оригинала 2012-06-13. г., Приступљено 2012-04-24